# Teredina
Teredina is een geslacht van uitgestorven tweekleppigen, dat leefde van het Laat-Krijt tot het Midden-Mioceen.

## Beschrijving
Deze tweekleppige boormossel bevatte twee opbollende, aan een verkalkte sipho vastgekitte, driehoekige klepjes. De sterk gapende kleppen bevonden zich bij jonge exemplaren aan de voor- en achterzijde, maar in een latere fase werd de voorzijde afgedicht met callus (calcietlaag die slakken soms op de buitenzijde van de schelp afzetten, ook eelt genoemd). Tijdens het groeiproces werd ook de sipho in gedeelten verbreed en verlengd. De lengte van de schelp bedroeg ongeveer 5 centimeter.

## Leefwijze
Dit geslacht bewoonde zoete of brakke wateren, waar het gangen boorde in hout met behulp van de kleppen.